# Саїд Азарбайджані
Саїд Азарбайджані (англ. Saeed Azarbayjani; нар. 17 січня 1975, Рей, остан Тегеран, Іран) — канадський борець вільного стилю, чемпіон та дворазовий срібний призер Панамериканських чемпіонатів, учасник Олімпійських ігор.

## Життєпис
Боротьбою почав займатися з 1988 року.
Виступав за борцівський клуб Університета Брока, Сент-Кетерінс. Тренери — Річард Дешателе (з 1995), Марті Колдер (з 1995).

## Спортивні результати на міжнародних змаганнях

### Виступи на Олімпіадах
| Змагання                    | Збірна | Вагова категорія          | Місце |
| --------------------------- | ------ | ------------------------- | ----- |
| Літні Олімпійські ігри 2008 | Канада | вільна боротьба, до 60 кг | 9     |

### Виступи на Чемпіонатах світу
| Змагання                        | Збірна | Вагова категорія                 | Місце |
| ------------------------------- | ------ | -------------------------------- | ----- |
| Чемпіонат світу з боротьби 2001 | Канада | греко-римська боротьба, до 58 кг | 22    |
| Чемпіонат світу з боротьби 2002 | Канада | вільна боротьба, до 60 кг        | 21    |
| Чемпіонат світу з боротьби 2006 | Канада | вільна боротьба, до 60 кг        | 21    |
| Чемпіонат світу з боротьби 2007 | Канада | вільна боротьба, до 60 кг        | 28    |
| Чемпіонат світу з боротьби 2009 | Канада | вільна боротьба, до 60 кг        | 13    |

### Виступи на Панамериканських чемпіонатах
| Змагання                                   | Збірна | Вагова категорія                 | Місце  |
| ------------------------------------------ | ------ | -------------------------------- | ------ |
| Панамериканський чемпіонат з боротьби 2000 | Канада | греко-римська боротьба, до 58 кг | 4      |
| Панамериканський чемпіонат з боротьби 2002 | Канада | вільна боротьба, до 60 кг        | Срібло |
| Панамериканський чемпіонат з боротьби 2003 | Канада | вільна боротьба, до 60 кг        | Срібло |
| Панамериканський чемпіонат з боротьби 2006 | Канада | вільна боротьба, до 60 кг        | Золото |

### Виступи на інших змаганнях
| Змагання                                                             | Збірна | Вагова категорія                 | Місце  |
| -------------------------------------------------------------------- | ------ | -------------------------------- | ------ |
| Олімпійський кваліфікаційний турнір з боротьби 2000 (Фаенца)         | Канада | греко-римська боротьба, до 58 кг | 18     |
| Олімпійський кваліфікаційний турнір з боротьби 2000 (Клермон-Ферран) | Канада | греко-римська боротьба, до 58 кг | 13     |
| Олімпійський кваліфікаційний турнір з боротьби 2000 (Лейпциг)        | Канада | вільна боротьба, до 58 кг        | 6      |
| Олімпійський кваліфікаційний турнір з боротьби 2000 (Мехіко)         | Канада | вільна боротьба, до 58 кг        | Бронза |
| Чемпіонат світу з боротьби серед студентів 2000                      | Канада | вільна боротьба, до 58 кг        | 6      |
| Міжнародний меморіал Дейва Шульца 2002                               | Канада | вільна боротьба, до 60 кг        | Срібло |
| Manitoba Open 2003                                                   | Канада | вільна боротьба, до 60 кг        | Золото |
| Міжнародний меморіал Дейва Шульца 2003                               | Канада | вільна боротьба, до 60 кг        | Золото |
| Олімпійський кваліфікаційний турнір з боротьби 2004 (Ташкент)        | Канада | греко-римська боротьба, до 60 кг | 15     |